# 葛萊美獎最佳金屬樂表演
葛萊美獎最佳金屬樂表演（Grammy Award for Best Metal Performance）是葛萊美獎中頒給傑出的重金屬音樂作品的演出者的獎項。此獎項最初於第32屆葛萊美獎頒發。在第54屆（2012年）與第55屆（2013年）葛萊美獎，此獎項與最佳硬式搖滾表演合併為「最佳硬式搖滾/金屬樂表演」，自第56屆葛萊美獎起此獎項再度回歸。

## 歷屆獲獎名單
- 第32屆（1990）：金屬製品 – One
- 第33屆（1991）：金屬製品 – Stone Cold Crazy
- 第34屆（1992）：金屬製品 – Metallica
- 第35屆（1993）：九寸釘樂團 – Wish
- 第36屆（1994）：奧茲·奧斯本 – I Don't Want to Change the World
- 第37屆（1995）：聲音花園樂團 – Spoonman
- 第38屆（1996）：九寸釘樂團 – Happiness in Slavery
- 第39屆（1997）：討伐體制樂團 – Tire Me
- 第40屆（1998）：工具樂隊 – Ænema
- 第41屆（1999）：金屬製品 – Better than You
- 第42屆（2000）：黑色安息日 – Iron Man
- 第43屆（2001）：盲音合唱團 – Elite
- 第44屆（2002）：工具樂隊 – Schism
- 第45屆（2003）：科恩樂隊 – Here to Stay
- 第46屆（2004）：金屬製品 – St. Anger
- 第47屆（2005）：摩托頭 – Whiplash
- 第48屆（2006）：滑結樂團 – Before I Forget
- 第49屆（2007）：超級殺手 – Eyes of the Insane
- 第50屆（2008）：超級殺手 – Final Six
- 第51屆（2009）：金屬製品 – My Apocalypse
- 第52屆（2010）：猶太祭司 – Dissident Aggressor
- 第53屆（2011）：鐵娘子樂團 – El Dorado
- 第56屆（2014）：黑色安息日 – God Is Dead?
- 第57屆（2015）：頑強的D – The Last in Line
- 第58屆（2016）：靈魂樂隊 – Cirice
- 第59屆（2017）：麥加帝斯 – Dystopia
- 第60屆（2018）：大隻佬樂團 – Sultan's Curse
- 第61屆（2019）：高亢烈火 – Electric Messiah
- 第62屆（2020）：工具樂隊 – 7empest
- 第63屆（2021）：人體計數樂團 – Bum-Rush
- 第64屆（2022）：夢劇場 – The Alien
- 第65屆（2023）：奧茲·奧斯本 – Degradation Rules
- 第66屆（2024）：金屬製品 – 72 Seasons